# Catherine Quittet
Catherine Quittet (Megève, 22 gennaio 1964) è un'ex sciatrice alpina francese.

## Biografia
Catherine Quittet ottenne il suo primo risultato di rilievo in Coppa del Mondo il 14 dicembre 1979 a Limone Piemonte, giungendo - non ancora sedicenne - 9ª in combinata; agli Europei  juniores di Škofja Loka 1981 e ai Mondiali juniores di Auron 1982 vinse la medaglia d'oro nella discesa libera. In Coppa del Mondo conquistò il primo podio il 20 gennaio 1985, 2ª nella discesa libera di Saint-Gervais-les-Bains, e la prima vittoria il 17 gennaio 1987, nel supergigante di Pfronten; pochi giorni dopo esordì ai Campionati mondiali e a Crans-Montana 1987 si classificò 9ª sia nella discesa libera sia nello slalom gigante.
Il 20 dicembre 1987 vinse la sua seconda e ultima gara in Coppa del Mondo, lo slalom gigante di Piancavallo; nella stessa stagione prese parte alla sua unica rassegna olimpica, Calgary 1988, classificandosi 16ª nel supergigante e 18ª nello slalom gigante dopo esser stata alfiere della Francia durante la cerimonia di apertura. A Vail 1989, sua ultima partecipazione iridata, fu 15ª nel supergigante e 12ª nello slalom gigante; l'ultimo piazzamento della sua attività agonistica fu il 6º posto ottenuto nello slalom gigante di Coppa del Mondo disputato a Maribor il 20 gennaio 1990.

## Palmarès

### Mondiali juniores
- 1 medaglia:
  - 1 oro (discesa libera ad Auron 1982)

### Europei juniores
- 1 medaglia[1]:
  - 1 oro (discesa libera a Škofja Loka 1981)

### Coppa del Mondo
- Miglior piazzamento in classifica generale: 9ª nel 1988
- 7 podi (2 in discesa libera, 3 in supergigante, 2 in slalom gigante):
  - 2 vittorie (1 in supergigante, 1 in slalom gigante)
  - 4 secondi posti
  - 1 terzo posto

#### Coppa del Mondo - vittorie
| Data             | Località    | Paese          | Specialità |
| ---------------- | ----------- | -------------- | ---------- |
| 17 gennaio 1987  | Pfronten    | Germania Ovest | SG         |
| 20 dicembre 1987 | Piancavallo | Italia         | GS         |

Legenda:

SG = supergigante

GS = slalom gigante

### Campionati francesi
- - 8 ori (combinata nel 1980; discesa libera nel 1981; discesa libera nel 1986; supergigante, slalom gigante, combinata nel 1988; supergigante, slalom gigante nel 1989)[senza fonte]